# Iqos
Iqos (prononcé /ˈaɪkoʊs/, « Eye-kohs »), orthographié pour le design IQOS, est une gamme d'appareils électroniques qui chauffent le tabac sans le brûler et fabriquée par Philip Morris International (PMI). Cette gamme a été introduite en novembre 2014 au Japon et en Italie, avant d'être progressivement commercialisée dans d'autres pays.
Les avantages à long terme pour la santé du tabac chauffé par rapport au tabac brûlé restent à démontrer : le fait que le produit puisse être moins nocif que les cigarettes est toujours débattu au sein de la communauté scientifique.
Iqos a connu diverses évolutions techniques au fil des ans : de « Iqos 2.2 » (2014), à « Iqos 2.4 » (2016), « Iqos 3 » (2018), « Iqos 3 Duo » (2019) et « Iqos Iluma » (2021). Des accords de licence avec d'autres fabricants ont été signés, notamment pour le dispositif Lil de KT&G désormais commercialisé par PMI en dehors de la Corée. Depuis 2016, Iqos est le produit phare de Philip Morris International, dont la communication est désormais entièrement tournée vers un « avenir sans fumée ». En 2021, les ventes des produits sans fumée représentaient un peu moins de 30 % du chiffre d'affaires mondial du géant du tabac, contre seulement 20 % en 2019,.
En 2020, la U.S. Food and Drug Administration a autorisé PMI à vendre Iqos aux États-Unis comme un produit à risque modifié (MRTP) et en communiquant sur une exposition réduite. C'est le deuxième produit à recevoir cette désignation, après le snus de Swedish Match. Bien que les demandes liées à la possibilité de communiquer autour d'une modification du risque aient été rejetées, la décision d'autoriser les arguments relatifs à la réduction de l'exposition a néanmoins été critiquée par l'Organisation mondiale de la santé car jugés trompeurs pour les consommateurs.

## Historique

### Premiers pas

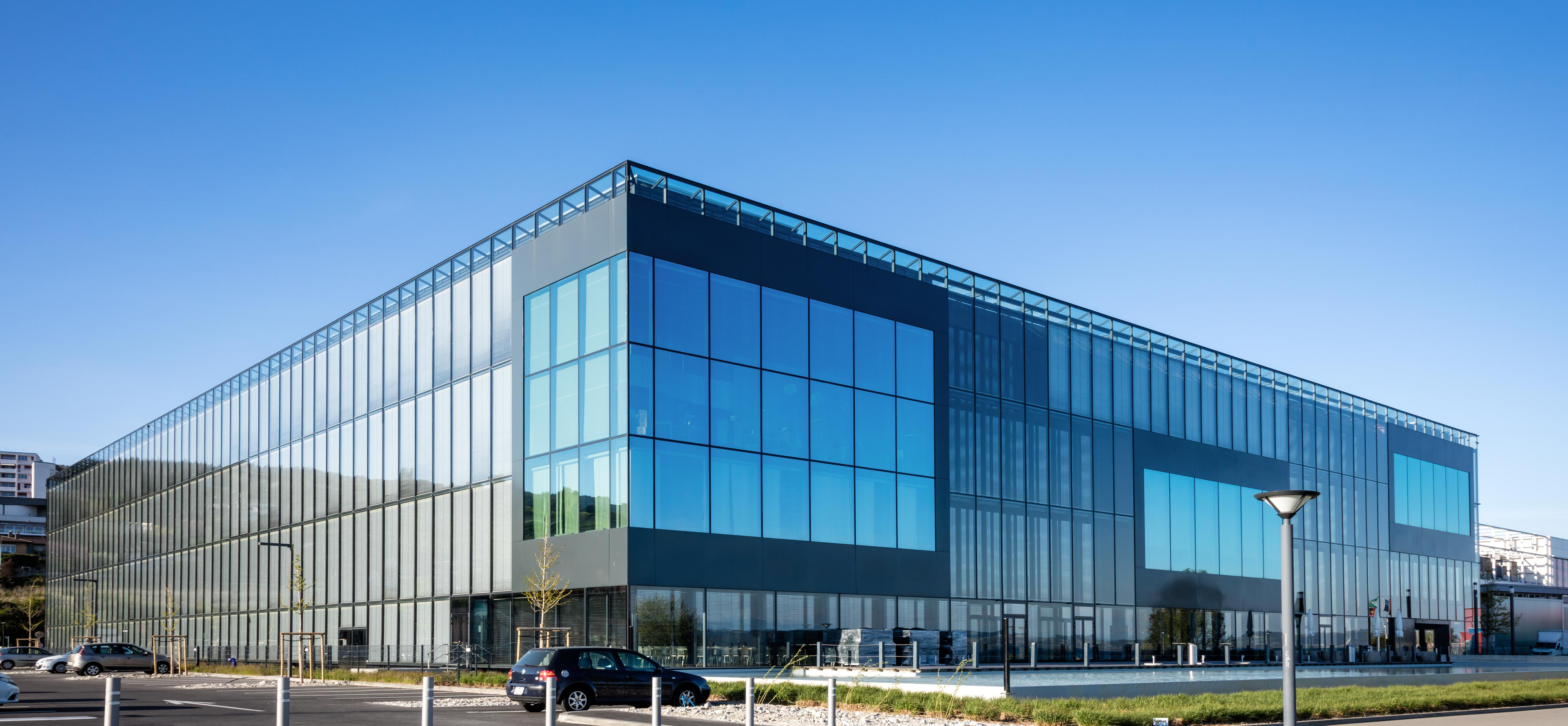
Le Cube, centre de Recherche et Développement de Philip Morris International à Neuchâtel, en Suisse.

Alors que les alternatives à la cigarette font l'objet de recherches depuis plusieurs décennies, Philip Morris International fait ses premiers pas commerciaux dans le domaine du tabac chauffé en 1990, lorsque le groupe présente son premier prototype d'un dispositif permettant de chauffer le tabac sans le brûler (projet Beta). La société met finalement sur le marché deux dispositifs destinés à chauffer un stick de tabac tout en limitant sa combustion : « Accord », vendu aux États-Unis de 1998 à 2006 (également commercialisé au Japon sous le nom de « Oasis »), puis le « Heatbar », un appareil vendu par la filiale internationale de la société, lancé en 2006 en Australie et en Suisse, avant son retrait du marché,.
Un an après sa scission en 2008 du Groupe Altria, Philip Morris International inaugure « Le Cube », un centre de R&D de plus de 200 millions de dollars à Neuchâtel, en Suisse, consacré à la recherche sur les produits à « risque réduit » et les alternatives à la cigarette.
De 2011 et 2014, PMI réalise diverses opérations stratégiques (achat de brevets, acquisition d'entreprises, développement de partenariats) pour entrer sur le marché des produits sans fumée: en 2011, la compagnie fait ainsi l'acquisition d'une technologie sans fumée auprès d'un groupe d'inventeurs de l'Université Duke qui comprend le professeur Jed Rose, un expert de premier plan en matière de dépendance à la nicotine et qui a joué un rôle déterminant dans le développement du patch à la nicotine,. En 2013, PMI annonce un accord avec le Groupe Altria pour vendre sa technique e-vapor en dehors des États-Unis, Altria obtenant en échange les droits exclusifs de vente pour ce pays des futurs produits alternatifs que Philip Morris International développerait. Le « MarkTen » d'Altria, rebaptisé « Solaris », est ainsi lancé en Espagne et en Israël deux ans plus tard. En 2014, PMI fait l'acquisition de Nicocigs Ltd, qui est alors le plus grand fabricant de cigarettes électroniques du Royaume-Uni, et à qui appartenaient les marques « Nicolites » et « Vivid » notamment.

### Lancement d'Iqos
En janvier 2014, Philip Morris International annonce investir 500 millions d'euros dans la construction d'une usine près de Bologne en Italie destinée à la production de produits de tabac chauffé. En novembre 2014, la première version d'Iqos est commercialisée à Nagoya au Japon et à Milan en Italie, avant d'être progressivement étendue à d'autres pays.
À partir de 2016, Philip Morris International commence à faire largement état d'un « avenir sans fumée » en mettant de plus en plus en avant ses efforts de développement de produits alternatifs à la cigarette. Iqos est depuis devenu son produit phare, et la marque compte aujourd'hui plusieurs produits liés au concept. En 2016, PMI lance Iqos Mesh au Royaume-Uni. La génération suivante d'Iqos (« Iqos 3 » et « Iqos 3 Multi ») est lancée à Tokyo en octobre 2018, avant de voir sa distribution étendue à d'autres pays du monde.
En janvier 2020, PMI et le Sud-Coréen KT&G annoncent un partenariat pour la distribution internationale de Lil, un produit hybride de produit chauffant le tabac et de cigarette électronique, au sein du portefeuille Iqos. L'été suivant, PMI rebaptise Mesh en Veev et le lance en Nouvelle-Zélande avant d'étendre progressivement la distribution à d'autres pays. Iluma, un nouveau système utilisant un chauffage par induction, est lancé au Japon en août 2021.
En 2017, le segment sans fumée génère un chiffre d'affaires de 3,6 milliards de dollars (13 % du chiffre d'affaires total de la compagnie), contre 64 millions en 2015. Début 2018, les produits sans fumée représentaient 15 % du marché de l'industrie du tabac au Japon En 2020, ceux-ci représentaient 5,5 % du marché mondial du tabac, en étant uniquement présent dans 52 pays (ce nombre passant à près de 70 un an plus tard),. Selon les communiqués financiers de PMI, les ventes de produits sans fumée auraient représenté près de 30 % des revenus de l'entreprise au cours du premier trimestre 2021, et celle-ci déclare désormais consacrer 99 % de son budget de recherche et développement aux produits sans fumée.
Les efforts de PMI pour devenir une entreprise « sans fumée » lui ont permis d'entamer le processus d'émission d'obligations vertes pour se financer en août 2021. Ces initiatives ont suscité des craintes de « green washing ».

### Autorisation de la FDA aux États-Unis
Le 6 décembre 2016, PMI présente une demande de plusieurs millions de pages à la Food and Drug Administration (FDA) américaine pour que le dispositif Iqos et ses recharges de tabac à chauffer soient autorisés à la vente en tant que produits de tabac à risque modifié (Modified Risk Tobacco Product). Au mois de mars suivant, PMI soumet également une demande de précommercialisation. Le comité consultatif scientifique (TPSAC) nommé par la FDA examine la demande en janvier 2018 et vote à 8 voix contre 1 en faveur de l'idée qu'Iqos « réduit considérablement [...] l'exposition à des produits chimiques nocifs ou potentiellement nocifs. ». Le comité rejette néanmoins toute possibilité pour Philip Morris International de communiquer autour d'une modification du risque par rapport aux cigarettes traditionnelles,. La FDA valide la demande de précommercialisation d'Iqos aux États-Unis le 30 avril 2019 et la marque est officiellement lancée sur le territoire américain en octobre de la même année,.
Le 7 juillet 2020, la FDA accorde enfin à Philip Morris International l'autorisation de communiquer autour d'une « exposition réduite » lors de la commercialisation du dispositif. Il s'agit de la deuxième série de produits bénéficiant de cette autorisation après le snus de Swedish Match,. La FDA déclare néanmoins que le produit ne doit pas être considéré comme « sûr ou approuvé par la FDA ». Elle ajoute « que les éléments disponibles ne justifiaient pas l'émission de décisions de modification du risque à ce stade ».

## Conception

### Technologie

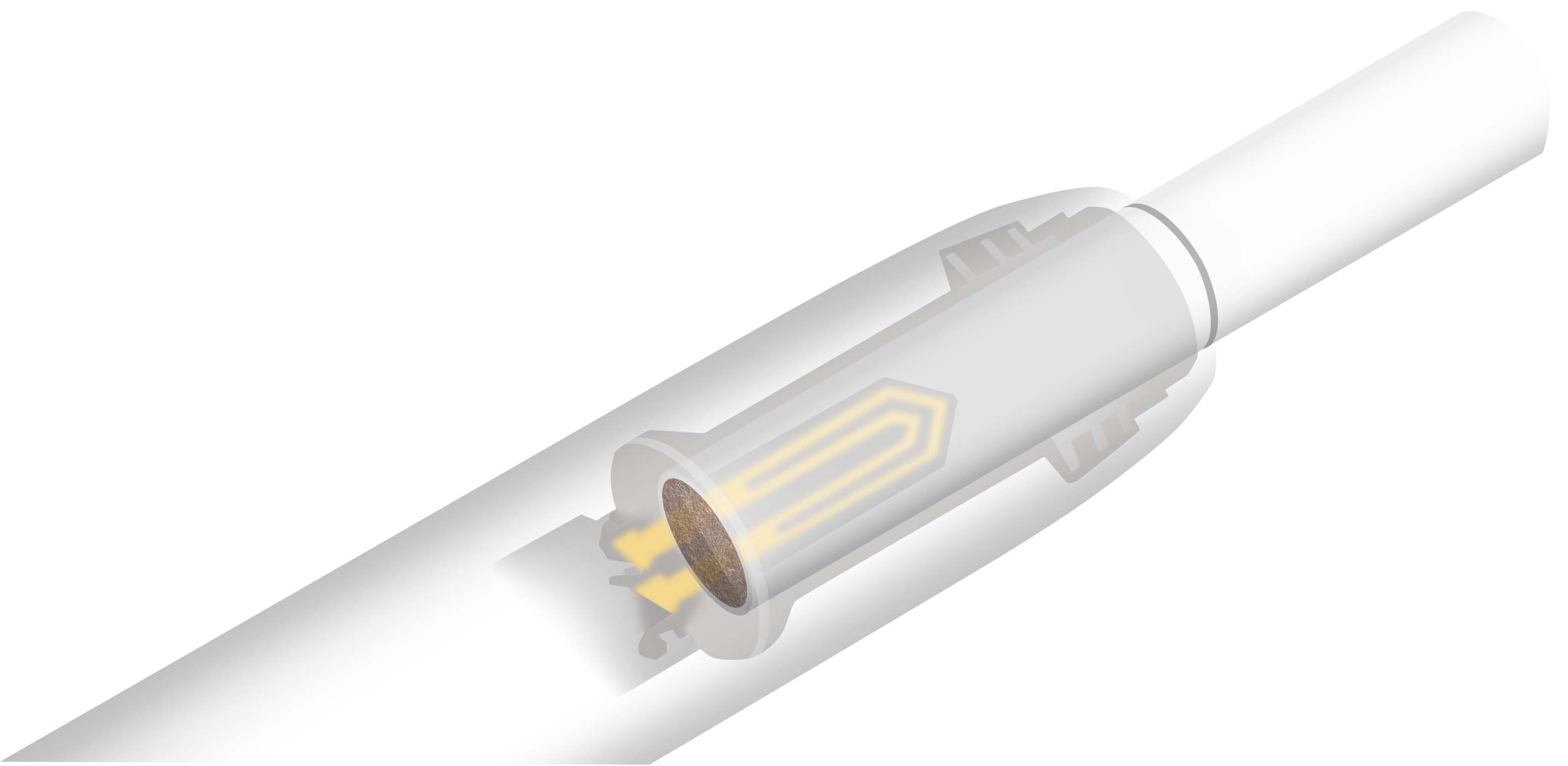
Le tabac est chauffé par le biais d'une lame qui s'insère dans le bâtonnet de tabac.

L'appareil électronique, qui chauffe le tabac sans provoquer de combustion, se compose d'un chargeur et d'un support en forme de stylo. Un stick ou bâtonnet jetable (vendu sous le nom de « HeatStick » ou « Heets » selon le marché,) contenant du tabac traité et imbibé de propylène glycol, est inséré dans l'appareil, qui le chauffe ensuite jusqu'à 350 °C. L'utilisateur appuie sur un bouton pour activer le système, puis inhale l'aérosol issu du chauffage du tabac. « Iluma », un modèle plus récent, s'appuie sur le principe d'induction pour chauffer les sticks de tabac (de la marque Terea),.
Entre 2009 et 2017, plus de 1 900 brevets liés à Iqos ont été déposés par Philip Morris International. Selon le magazine Fortune, l'entreprise a contribué à faire des « dispositifs électroniques pour fumeurs » la deuxième catégorie de techniques à la croissance la plus rapide en 2020.

### Fabrication
Les sticks compatibles avec IQOS sont fabriqués dans plusieurs pays, principalement en Europe. Une usine est située à Neuchâtel, en Suisse, près du centre de R&D de PMI. La principale usine est située à Crespellano en Italie. Philip Morris International a investi 1 milliard d'euros dans la construction de cette usine, avec un premier investissement de 500 millions d'euros annoncé en 2014 et un second en 2017. En 2017, PMI a également investi 300 millions d'euros pour transformer une usine de cigarettes en une usine de fabrication de sticks compatibles avec Iqos, à Aspropyrgos en Grèce. Il en est de même à Otopeni en Roumanie, où l'usine de cigarettes a été transformée pour un montant de 490 millions d'euros. La construction d’une autre usine, pour un montant de 320 millions d'euros, est annoncée à Dresde en Allemagne en 2017 mais l'investissement a ensuite été gelé,. En Asie, Philip Morris International possède également une usine à Yangsan en Corée du Sud, construite entre 2017 et 2019 pour 420 millions de dollars.

### Modèles

#### Dispositifs de tabac chauffé
L'Iqos 2.2 a été le premier produit lancé commercialement sous cette marque.
| Modèle                     | Date de sortie | Chauffage                     | Température de fonctionnement | Nombre de bouffées | Capacité de la batterie                                        |
| -------------------------- | -------------- | ----------------------------- | ----------------------------- | ------------------ | -------------------------------------------------------------- |
| Accord (USA) Oasis (Japon) | 1998           | Externe (faisceau de 8 lames) | 500 °C                        | 8                  | 1 séance                                                       |
| Accord (USA) Oasis (Japon) | 2002           | Externe (faisceau de 8 lames) | 500 °C                        | 8                  | 1 séance                                                       |
| Heatbar                    | 2006           | Externe (faisceau de 8 lames) | 500 °C                        | 8                  | 1 séance                                                       |
| Iqos 2.2                   | 2014           | Interne (lame de 5 mm)        | < 400 °C                      | 14                 | 15 séances au total / 1 séance par charge complète du support  |
| Iqos 2.4                   | 2016           | Interne (lame de 5 mm)        | < 400 °C                      | 14                 | 20 séances au total / 2 séances par charge complète du support |
| Iqos 2.4 Plus              | 2018           | Interne (lame de 5 mm)        | < 400 °C                      | 14                 | 15 séances au total / 1 séance par charge complète du support  |
| Iqos 3                     | 2018           | Interne (lame de 5 mm)        | < 400 °C                      | 14                 | 15 séances au total / 2 séances par charge complète du support |
| Iqos 3 Multi               | 2018           | Interne (lame de 5 mm)        | < 400 °C                      | 14                 | 10 séances (dispositif intégré en une partie)                  |
| Iqos 3 Duo                 | 2019           | Interne (lame de 5 mm)        | < 400 °C                      | 14                 | 2 séances                                                      |
| Iluma                      | 2021           | Interne (induction)           | < 400 °C                      | 14                 | 20 séances au total / 2 séances par charge complète du support |
| Iluma One                  | 2021           | Interne (induction)           | < 400 °C                      | 14                 | 20 séances (dispositif intégré en une partie)                  |
| Iluma Prime                | 2021           | Interne (induction)           | < 400 °C                      | 14                 | 20 séances au total / 2 séances par charge complète du support |

#### Cigarettes électroniques
| Modèle | Date de sortie | Remplissage         | Chauffage         | Température de fonctionnement | Volume par capsule                                  |
| ------ | -------------- | ------------------- | ----------------- | ----------------------------- | --------------------------------------------------- |
| Mesh   | 2018           | capsule d'e-liquide | maille métallique | 200−220 °C                    | Capsules de 2 ml, 400 bouffées par capsule          |
| Veev   | 2020           | capsule d'e-liquide | maille métallique | 200−220 °C                    | Capsules de 2 ml, jusqu'à 1000 bouffées par capsule |

#### Produits vendus sous licence
Le fabricant coréen KT&G et PMI ont signé un accord de collaboration en janvier 2020 pour la commercialisation de la marque Lil de KT&G en-dehors de la Corée et au sein de la gamme Iqos.
| Modèle        | Date de sortie | Chauffage                                       | Température de fonctionnement | Nombre de bouffées | Capacité de la batterie |
| ------------- | -------------- | ----------------------------------------------- | ----------------------------- | ------------------ | ----------------------- |
| Lil Solid 1.0 | 2020           | lame interne                                    | 250−300 °C                    | 10                 | 20 séances              |
| Lil Solid 2.0 | 2021           | lame interne                                    | 250−300 °C                    | 10                 | 25 séances              |
| Lil Hybrid    | 2021           | Chauffage externe, mèche pour cartouche liquide | 250 °C                        | 12                 | 20 séances              |

Philip Morris International affirme que le tabac à chauffer réduit les déchets et les émissions de carbone par rapport à une cigarette traditionnelle, et présente le produit comme faisant partie de ses initiatives de développement durable,. L'entreprise s'affiche également comme un acteur de l'économie circulaire en affirmant que les dispositifs Iqos peuvent être recyclés en étant renvoyés aux centres de fabrication,.
Ces affirmations ont été contestées par le Public Health Law Center de Saint Paul, Minnesota, car les sticks de tabac usagés constituent des déchets similaires à des mégots de cigarettes. En outre, « les nouveaux produits tels que les cigarettes électroniques ou les dispositifs de tabac chauffé, augmenteront le volume global de déchets d'équipements électriques et électroniques. Il est très probablement impossible de créer un produit électronique sans réunir en un micro-dispositif batterie, liquide toxique, métaux et plastiques, chacun de ces éléments ne pouvant être recyclé ou éliminé de manière responsable. ».

## Commercialisation
En 2021, les appareils Iqos étaient disponibles dans environ 70 pays. Parmi eux, les États-Unis, le Canada, la Biélorussie, la Moldavie, la Géorgie, Israël, la Suède, la Corée du Sud et le Portugal ont choisi d'adopter une approche législative spécifique pour encadrer la vente de produits de tabac chauffé. Au Canada et en Israël, l'emballage des dispositifs Iqos est entièrement recouvert d'un message d'avertissement. Aux États-Unis, la FDA a accordé à Philip Morris l'autorisation de communiquer autour d'une « exposition réduite », considérant que le passage complet de la cigarette au dispositif Iqos réduisait l'exposition aux produits chimiques nocifs. Elle a toutefois refusé la possibilité de développer un argumentaire selon lequel le passage de la cigarette à Iqos réduirait le risque de maladie chez l'utilisateur,.

### Commercialisation directe
Bien que le nom « Iqos » ait souvent été considéré par les primo adoptants comme l'acronyme de « I Quit Ordinary Smoking » (j'arrête la cigarette classique), Philip Morris International ne l'a jamais utilisé pour décrire ou commercialiser Iqos et a rejeté à plusieurs reprises cette interprétation.
PMI est régulièrement accusée de contourner les lois interdisant la promotion du tabac en considérant qu'Iqos est un dispositif technique et non un produit du tabac. Le Canada a mis à jour ses lois sur le tabac afin d'inclure clairement les produits chauffant le tabac dans la liste des produits du tabac réglementés, obligeant PMI à modifier l'emballage de son Iqos. En France, la compagnie est condamnée en première instance pour publicité illégale. PMI a également été accusé d'utiliser des stratégies de marketing non réglementées ou illégales : un rapport de 2018 indique que « les boutiques Iqos font l'objet d'une promotion agressive, notamment par l'échange d'un paquet de cigarettes ou d'un briquet contre un dispositif Iqos, des fêtes de lancement, des déjeuners de "rencontre et d'accueil" et des "after-hours". Selon l'agence Reuters, « la stratégie marketing imite celle des fabricants de tabac du milieu du 20e siècle, lorsqu'ils ont commencé à associer les cigarettes à Hollywood et à la haute société ».
Philip Morris aurait également mené plusieurs campagnes  présentant le produit comme une alternative « sans fumée » et « à risque réduit », encourageant les consommateurs à arrêter de fumer ou à passer à Iqos,. Cette approche marketing a fait l'objet de critiques. Un examen critique des rapports soumis par PMI à la FDA à l'appui de sa demande affirme que « les consommateurs peuvent mal comprendre ce que signifie "changer complètement" [et] sont susceptibles de mal comprendre les allégations non étayées de réduction des risques ». Au moment d'accorder l'autorisation pour PMI de communiquer autour d'une exposition réduite, la FDA a toutefois signalé que les consommateurs adultes avaient correctement compris les messages autorisés.

### Commercialisation orientée vers la jeunesse
En 2019, Reuters signale que Philip Morris recourrait à des influenceurs sur les réseaux sociaux dans plusieurs pays pour en faire des « ambassadeurs » de la marque et promouvoir Iqos auprès d'un jeune public. PMI a répondu qu'elle cesserait d'utiliser des influenceurs. Selon Matthew Myers, président de l'ONG Campaign for Tobacco-Free Kids, l'entreprise « ne change son comportement que lorsqu'elle est prise en flagrant délit ».
Toujours en 2020, un rapport sur la stratégie de déploiement d'Iqos par Philip Morris International en Australie soulignait que « Philip Morris a exercé une forte pression sur le gouvernement australien pour qu'il légalise les produits de tabac chauffé, tout en prévoyant de vendre Iqos dans des lieux acceptant de jeunes adultes, tels que les bars, les clubs et les pubs, si les changements législatifs proposés étaient adoptés ».

## Critique et controverses

### Lobbying
En décembre 2017, Reuters a publié des documents et des témoignages d'anciens employés alléguant des irrégularités dans les essais cliniques menés par PMI pour l'approbation du produit Iqos par la FDA américaine. Ce travail d'investigation indiquait que Philip Morris International faisait du lobbying pour bloquer ou affaiblir les dispositions prises dans le cadre de la Convention-cadre de l'OMS pour la lutte antitabac, allant ainsi à l'encontre de l'argument d'un avenir sans fumée que prône publiquement l'entreprise.

### Toxicité
Un certain nombre d'études menées par des tiers sur la toxicité ont abouti à des conclusions qui contredisent souvent celles de Philip Morris International. Stanton Glantz, professeur à l'université de San Francisco, conclut qu'en termes de nocivité, « Iqos ne diffère pas de manière significative des cigarettes conventionnelles ».
En 2018, la Fondation belge contre le cancer émet un avis sur Iqos, sur la base d'études indépendantes antérieures publiées sur le sujet. La Fondation affirme que « Iqos n'est pas une solution » pour arrêter de fumer. En 2019, une revue systématique de la littérature scientifique trouvait très peu de données disponibles sur les effets de ce produit sur la santé du fumeur, et recommandait de réaliser des études supplémentaires.
En 2020, l'Organisation mondiale de la santé (OMS) a publié une « déclaration sur les produits de tabac chauffé et la décision de la FDA américaine concernant Iqos » : l'OMS « réaffirme que la réduction de l'exposition aux substances chimiques nocives contenues dans les produits de tabac chauffé ne les rend pas inoffensifs pour autant et ne se traduit pas par une réduction du risque pour la santé. En effet, certaines toxines sont présentes à des niveaux plus élevés dans les aérosols des produits de tabac chauffé que dans la fumée de cigarette classique, et certaines toxines liées au tabac chauffé ne se trouvent pas dans la fumée de cigarette classique. Les conséquences de l'exposition à ces substances sur la santé sont inconnues. (...) Les affirmations selon lesquelles les produits de tabac chauffé réduisent l'exposition aux produits chimiques nocifs par rapport aux cigarettes classiques peuvent être trompeuses ».
Selon le site web TobaccoTactics de l'université de Bath, « il existe très peu de preuves de l'efficacité d'Iqos en tant qu'outil d'aide à l'arrêt du tabac au niveau individuel ou de la population ». Selon l'Institut national néerlandais pour la santé publique et l'environnement, Iqos est « nocif pour la santé, mais probablement moins nocif que de fumer des cigarettes ».

### Motivation économique
En 2018, la Fondation belge contre le cancer déclare que « Si le géant du tabac se positionne sur le marché de ces innovations, c’est pour compenser les pertes financières résultant d’une diminution des ventes de cigarettes [...]. L’industrie du tabac explore donc des solutions afin de continuer à faire du bénéfice et à garder sous influence des consommateurs dépendants ».
Alors que les cigarettes sont fortement taxées, la commercialisation du tabac chauffé permet à l'industrie du tabac d'augmenter son bénéfice net et les dividendes versés aux actionnaires.

### Brevets
En 2021, la Commission du commerce international des États-Unis décide que Philip Morris International et son partenaire commercial Altria devaient cesser de vendre et d'importer le dispositif Iqos aux États-Unis en raison d'une plainte pour brevet déposée par R.J. Reynolds. La Commission du commerce international des États-Unis a estimé que l'alternative à la cigarette violait deux des brevets de Reynolds. Philip Morris International a annoncé son intention de faire appel de cette décision.